# العلاقات الكوبية الكورية الجنوبية
العلاقات الكوبية الكورية الجنوبية هي العلاقات الثنائية التي تجمع بين كوبا وكوريا الجنوبية.

## مقارنة بين البلدين
هذه مقارنة عامة ومرجعية للدولتين:
| وجه المقارنة                                              | كوبا                              | كوريا الجنوبية                                                          |
| --------------------------------------------------------- | --------------------------------- | ----------------------------------------------------------------------- |
| المساحة (كم2)                                             | 109.88 ألف                        | 100.30 ألف                                                              |
| عدد السكان (نسمة)                                         | 11.48 مليون                       | 51.47 مليون                                                             |
| الكثافة السكانية (ن./كم²)                                 | 104.48                            | 513.16                                                                  |
| العاصمة                                                   | هافانا                            | سول                                                                     |
| اللغة الرسمية                                             | اللغة الإسبانية                   | اللغة الكورية                                                           |
| العملة                                                    | بيزو كوبي، بيزو كوبي قابل للتحويل | وون كوري جنوبي                                                          |
| الناتج المحلي الإجمالي (بليون دولار)                      | 87.13 مليار                       | 1.53 تريليون                                                            |
| الناتج المحلي الإجمالي (تعادل القوة الشرائية) بليون دولار |                                   | 1.75 تريليون                                                            |
| الناتج المحلي الإجمالي الاسمي للفرد دولار أمريكي          |                                   | 27.22 ألف                                                               |
| الناتج المحلي الإجمالي للفرد دولار أمريكي                 |                                   |                                                                         |
| مؤشر التنمية البشرية                                      | 0.769                             | 0.901                                                                   |
| رمز المكالمات الدولي                                      | +53                               | +82                                                                     |
| رمز الإنترنت                                              | .cu                               | .kr                                                                     |
| المنطقة الزمنية                                           | 00                                | توقيت كوريا الجنوبية، ت ع م+09:00، آسيا/سيول ‏، ت ع م+08:00، ت ع م+08:30 |

## منظمات دولية مشتركة
يشترك البلدان في عضوية مجموعة من المنظمات الدولية، منها:
| علم المنظمة | اسم المنظمة                   | تاريخ انضمام كوبا | تاريخ انضمام كوريا الجنوبية |
| ----------- | ----------------------------- | ----------------- | --------------------------- |
|             | منظمة حظر الأسلحة الكيميائية  | ?                 | ?                           |
|             | يونسكو                        | 29 أغسطس 1947     | 14 يونيو 1950               |
|             | الاتحاد البريدي العالمي       | ?                 | ?                           |
|             | الأمم المتحدة                 | 24 أكتوبر 1945    | 17 سبتمبر 1991              |
|             | منظمة التجارة العالمية        | ?                 | ?                           |
|             | المنظمة الهيدروغرافية الدولية | ?                 | ?                           |
|             | منظمة الشرطة الجنائية الدولية | ?                 | ?                           |

## وصلات خارجية
- موقع وزارة الخارجية الكوبية
- موقع وزارة الخارجية الكورية الجنوبية